# Websterita olivínica

Diagrama ternari de les roques ultramàfiques. En verd es troba destacat el domini de la websterita olivínica.

La websterita olivínica és una roca ultrabàsica i ultramàfica que està formada per proporcions iguals (o semblants) d'ortopiroxè i clinopiroxè (percentatges que oscil·len entre el 90 i el 10% de cada tipus); la roca pot contenir entre un mínim de 10% i un màxim de 40% d'olivina. És un tipus de piroxenita. El nom de la roca prové del poble de Webster, a Carolina del Nord, als EUA; a més a més, per a diferenciar-la de la websterita, se li afegeig el terme olivínica.